# Prüderie
Prüderie bezeichnet eine sehr empfindliche Einstellung und Engherzigkeit gegenüber Sitte und Moral. Pierers Universallexikon von 1861 beschreibt Prüderie als „auf eine übertriebene und affektierte Weise sittsam; scheinspröde, zimperlich“.
Im weiteren Sinne bezeichnet Prüderie eine Geisteshaltung, die das Ziel hat, sexuelle Äußerungen jeglicher Art in der Öffentlichkeit und teilweise auch im Privatbereich weitestgehend auszuschließen. Dies betrifft vor allem die Darstellung oder auch nur Andeutung von Erotik in Ton- und Bildform, Mode, Massenmedien, Literatur, historischen Zeugnissen, Konversation.

## Etymologie
Der Begriff tauchte im 18. Jahrhundert im deutschsprachigen Raum auf und ist eine Entlehnung aus dem Französischen. Dort entstand es aus preux (= tüchtig, tapfer) und entwickelte sich aus dem Altfranzösischen prodefemme (= ehrbare Frau; vergleiche dazu auch Prud’homme).

## Gründe
Gründe für Prüderie liegen häufig in der Sexualethik, oft mit religiösem Hintergrund, der sich aus den Regeln alttestamentlicher, patriarchalischer Stammesgemeinschaften nährt. Da für diese die Nachweisbarkeit der genetischen Herkunft unverzichtbar war, wurde alles Sexuelle tabuisiert oder streng ritualisiert. Dennoch widmet sich im Alten Testament das Hohelied der Liebe zwischen Mann und Frau und pflegt eine sehr körperliche Ausdrucksweise (beispielsweise gibt es mehrere Redewendungen, in denen die „Schenkel“ enthalten sind).
Doch ist Prüderie nicht nur ein Merkmal christlicher, islamischer und teilweise jüdischer Traditionen. Auch in anderen Großkulturen ist die enge Reglementierung des Sexuellen bis hin zu dessen Kriminalisierung verbreitet: Die Gesellschaftsnormen der Chinesen, Inder, der arabischen Welt sowie bestimmter Teile der USA sind auf Grund der dortigen Gesetzgebung und ungeschriebener gesellschaftlicher Normen aus mitteleuropäischer Sicht prüde.  